# MC Ride
Stefan Burnett, mais conhecido por seus nomes artísticos MC Ride, é um rapper e artista visual estadunidense. É mais conhecido como o líder do grupo de hip hop experimental Death Grips, sediado em Sacramento. Burnett é creditado por seu estilo de rap e letras sombrias e altamente críticas.

## Vocal
O vocal de Ride foi descrito como "uma forma de rap cada vez mais visceral e poética" e foi comparado com "uma performance consistindo da mistura de hardcore punk e spoken word". Seu estilo também foi descrito como "latidos de descascar paredes e ganidos surpreendentes." Em uma análise para Exmilitary, Nate Patrin comentou sobre o vocal de Ride: "Monolítica e áspera, sua voz soa poderosa, duplicando as batidas até o ponto onde nem ao menos parece problema estar meio enterrada na mistura". Evan Rytelewski do The A.V. Club descreveu sua voz como "outro instrumento de abrasão conforme ele berra em uma voz tão esfarrapada e estourada que deve doê-lo fisicamente," enquanto analisava The Money Store.

## Discografia
Com Death Grips
- Death Grips EP (2011)
- Exmilitary (2011)
- The Money Store (2012)
- No Love Deep Web (2012)
- Government Plates (2013)
- The Powers That B (2015)
- Bottomless Pit (2016)
- Year of the Snitch (2018)